# Kassettenbriefe
Die Kassettenbriefe sind acht Briefe, welche die schottische Königin Maria Stuart angeblich an James Hepburn, den Earl of Bothwell, geschrieben haben soll. Sie waren das Hauptbeweismittel in der Untersuchung der Konferenz von York und Westminster 1568–1569. Hier versuchten schottische Adlige, die Maria abgesetzt hatten, vor einem englischen Schiedsgericht die Mitwisserschaft Marias an dem Mord an ihrem Ehemann Lord Henry Darnley nachzuweisen. James Douglas, 4. Earl of Morton, behauptete, sie seien in Edinburgh in einer silbernen Kassette mit einem eingravierten F (angeblich für Franz II.) gefunden worden, zusammen mit anderen Dokumenten (darunter die Heiratsurkunde von Maria und James Hepburn und ein Gedicht). Maria wurde es nicht gestattet, die Briefe zu sehen.
Obwohl die Briefe nach einer Untersuchung der Handschrift und des Inhalts als echt befunden wurden, kam das Gericht zum Schluss, dass damit der Mord an Lord Darnley nicht bewiesen werden konnte. Dies hatte allerdings rein politische Gründe, da Elisabeth I. weder einen Freispruch noch eine Verurteilung Marias wünschte.
Die Authentizität der Kassettenbriefe ist bis heute unter Historikern umstritten. Die Originale gingen 1584 verloren und keine der zahlreich vorhandenen Kopien bildet einen kompletten Satz. Maria argumentierte, es sei nicht schwierig, ihre Handschrift zu imitieren. Es wurde auch vermutet, dass die Briefe komplette Fälschungen seien, dass verdächtige Passagen vor der Konferenz in York eingefügt worden seien, oder dass die Briefe an Bothwell von einer anderen Person geschrieben worden seien. Es ist heute unmöglich, den Fall zu rekonstruieren. Es gilt als sicher, dass die Briefe von Maria Stuarts Sohn König Jakob VI. vernichtet wurden.
Stefan Zweig argumentiert im Geiste seiner von Sigmund Freud geprägten Poetik in der literarischen Biographie Maria Stuart, dass die Kassettenbriefe echt sein müssten, da sie psychologisch so überzeugend seien. Er sieht in der dargestellten Haltung der Zeitgenossen einen Beweis für die Echtheit und führt an, dass in Schottland kaum jemand mit dem notwendigen Wissen um die privaten Vorgänge in der Lage gewesen sein könne, einen französischen Text in so kurzer Zeit zu erstellen. Auf dieser Grundlage geht Zweig davon aus, dass Maria Stuart von dem Mordkomplott gewusst habe. Er sieht Bothwell, dem sie hörig gewesen sei, als den Haupttäter an, der Maria manipuliert habe und ordnet ihre Tat damit als menschlich verständlich ein.